# Tarczek (gromada)
Tarczek – dawna gromada, czyli najmniejsza jednostka podziału terytorialnego Polskiej Rzeczypospolitej Ludowej w latach 1954–1972.
Gromady, z gromadzkimi radami narodowymi (GRN) jako organami władzy najniższego stopnia na wsi, funkcjonowały od reformy reorganizującej administrację wiejską przeprowadzonej jesienią 1954 do momentu ich zniesienia z dniem 1 stycznia 1973, tym samym wypierając organizację gminną w latach 1954–1972.
Gromadę Tarczek siedzibą GRN w Tarczku utworzono – jako jedną z 8759 gromad na obszarze Polski – w powiecie iłżeckim w woj. kieleckim, na mocy uchwały nr 13k/54 WRN w Kielcach z dnia 29 września 1954. W skład jednostki weszły obszary dotychczasowych gromad Dąbrowa Poduchowna, Świętomarz i Tarczek ze zniesionej gminy Tarczek w powiecie iłżeckim oraz obszar dotychczasowej gromady Śniadka ze zniesionej gminy Bodzentyn w powiecie kieleckim. Dla gromady ustalono 18 członków gromadzkiej rady narodowej.
31 grudnia 1959 do gromady Tarczek przyłączono obszar zniesionej gromady Grabków w tymże powiecie.
31 grudnia 1961 z gromady Tarczek wyłączono wieś Śniadka, włączając ją do gromady Bodzentyn w powiecie kieleckim w tymże województwie.
Gromada przetrwała do końca 1972 roku, czyli do kolejnej reformy gminnej.